# Marimba Ani
Marimba Ani, nacida como Dona Richards, (1964) es una antropóloga estadounidense especialista en estudios africanos. Es conocida por su obra Yurugu, una crítica integral del pensamiento y la cultura europeos y por haber acuñado el término Maafa para referirse al holocausto africano.

## Trayectoria
Marimba Ani se licenció en la Universidad de Chicago y obtuvo una maestría y un doctorado en antropología en la The New School. En 1964, durante el Freedom Summer, fue secretaria de campo del Comité Coordinador Estudiantil No Violento y se casó con el activista de derechos civiles Bob Moses. Se divorciaron en 1966. Ha sido profesora de Estudios Africanos en el Departamento de Estudios Negros y Puertorriqueños de Hunter College en la ciudad de Nueva York, y se le atribuye la introducción del término Maafa para describir el holocausto africano.

## Yurugu
El trabajo de Ani de 1994, Yurugu: An Afrikan-Centered Critique of European Cultural Thought and Behavior, examinó la influencia de la cultura europea en la formación de marcos institucionales modernos, a través del colonialismo y el imperialismo, desde una perspectiva africana. Descrito por la autora como una "polémica intencionalmente agresiva", el libro deriva su título de una leyenda Dogón dsobre un ser incompleto y destructivo rechazado por su creador.
Al examinar las causas de la supremacía blanca global, Ani argumentó que el pensamiento europeo cree implícitamente en su propia superioridad y afirmó: "La cultura europea es única en la afirmación del interés político".
En Yurugu, Ani propuso una conceptualización tripartita de la cultura, basada en los conceptos de
1. Asili, la semilla central o "matriz germinante" de una cultura,
2. Utamawazo, "pensamiento culturalmente estructurado" o cosmovisión, "la forma en que se debe modelar el pensamiento de los miembros de una cultura para que se cumpla el asili ", y
3. Utamaroho, la "fuerza vital" o "fuente de energía" de una cultura, que "le da su tono emocional y motiva el comportamiento colectivo de sus miembros".[8][10][12]

Los términos que Ani usa en este marco se basan en suajili. Asili es una palabra suajili común que significa "origen" o "esencia"; utamawazo y utamaroho son neologismos creados por Ani, basados en las palabras suajili utamaduni ("civilización"), wazo ("pensamiento") y roho ("vida espiritual"). El utamawazo y el utamaroho no se consideran separados del asili, sino como sus manifestaciones, que "nacen del asili y, a su vez, lo afirman".
Ani caracterizó el asili de la cultura europea como dominado por los conceptos de separación y control, con la separación estableciendo dicotomías como "hombre" y "naturaleza", "el europeo" y "el otro", "pensamiento" y "emoción" - separaciones que en efecto terminan negando la existencia del "otro", que se vuelve subordinado a las necesidades del hombre (europeo). El control se disfraza de universalismo cuando en realidad "el uso de formulaciones 'universales' abstractas en la experiencia europea ha sido para controlar a las personas, impresionarlas e intimidarlas".
Según el modelo de Ani, el utamawazo de la cultura europea "está estructurado por la ideología y la experiencia biocultural", y su utamaroho o fuerza vital es la dominación, que se refleja en todas las estructuras de base europea y en la imposición de los valores y la civilización occidentales a los pueblos de todo el mundo, destruyendo culturas y lenguas en nombre del progreso.
El libro también aborda el uso del término Maafa, basado en una palabra suajili que significa "gran desastre", para describir la esclavitud. Los pensadores afrocentristas posteriormente popularizaron y ampliaron la conceptualización de Ani. Citando tanto la historia de siglos de esclavitud como ejemplos más recientes como el experimento de Tuskegee, Ani argumentó que los europeos y los estadounidenses blancos tienen una "enorme capacidad para perpetrar violencia física contra otras culturas" que ha resultado en un trato "antihumano y genocida". de negros.

## Publicaciones
- "La ideología del dominio europeo", The Western Journal of Black Studies . vol. 3, No. 4, Winter, 1979, y Présence Africaine, No. 111, 3rd Quarterly, 1979.
- "Mitología europea: la ideología del progreso", en M. Asante y A. Vandi (eds), Contemporary Black Thought, Beverly Hills: Sage Publications, 1980 (59-79).
- Que el círculo no se rompa: las implicaciones de la espiritualidad africana en la diáspora. Nueva York: Publicaciones Nkonimfo, 1988 (orig. 1980).
- "Que el círculo no se rompa: las implicaciones de la espiritualidad afroamericana", Présence Africaine . Nº 117-118, 1981.
- "El Nyama del herrero: el significado metafísico de la metalurgia en África", Journal of Black Studies . vol. 12, No. 2, diciembre de 1981.
- "La 'estética' africana y la conciencia nacional", en Kariamu Welsh-Asante (ed. ), La estética africana, Westport, Ct.: Greenwood Press, 1993 (63-82)
- Yurugu: una crítica centrada en África del pensamiento y el comportamiento cultural europeo. Trenton: Africa World Press, 1994.
- "The African Asili", en artículos seleccionados de las actas de la Conferencia sobre ética, educación superior y responsabilidad social, Washington, DC: Howard University Press, 1996.
- "Para sanar a un pueblo", en Erriel Kofi Addae (ed. ), To Heal a People: Afrikan Scholars Defining a New Reality, Columbia, MD.: Kujichagulia Press, 1996 (91-125).
- "La escritura como un medio para permitir la autodeterminación africana", en Elizabeth Nuñez y Brenda M. Greene (eds), Defining Ourselves; Black Writers in the 90's, Nueva York: Peter Lang, 1999 (209–211).